# Music from Tomorrow’s World
Music from Tomorrow’s World ist ein Jazzalbum von Sun Ra. Die 1960 entstandenen Aufnahmen erschienen 2002 auf Atavistic Records in der Unheard Music Series.

## Hintergrund
Das Jahr 1960 war einer von vielen Wendepunkten in der Karriere von Sun Ra, notierte Mark Corroto. In diesem Jahr zog er von Chicagos South Side nach New York City. Der Musikproduzent und Journalist John Corbett hat zwei bislang unveröffentlichte Livemitschnitte aus Sun Ras letzten Tagen in Chicago ausgegraben. Die ersten sieben Tracks stammen von einem Auftritt des Arkestra in einer Taverne namens Wonder Inn, während die restlichen zehn Stücke von einem Studio-Termin in einem Ort stammen, der als „Majestic Hall“ bezeichnet wurde.
Die „Majestic-Hall“-Sessions, die klanglich durch Verzerrungen beeinträchtigt sind, werden durch Sun Ras Arrangements und das disziplinierte Spiel des Arkestra geprägt, notierte Matthew Wuethrich. Diese Session enthält vier nicht näher identifizierte Stücke, die mit „Majestic 1-4“ bezeichnet wurden. „Majestic 1“ ist eine Ballade aus der Feder des Trompeters Hobart Dotson.

## Titelliste
- Sun Ra: Music from Tomorrow’s World (Atavistic UMS/ALP237CD)[3]

1. Angels & Demons At Play	3:21
2. Spontaneous Simplicity	3:10
3. Space Aura	3:26
4. S’Wonderful (George & Ira Gershwin) 3:34
5. It Ain’t Necessarily So (George & Ira Gershwin) 4:40
6. How High the Moon (Morgan Lewis) 6:26
7. China Gate (Harold Adamson, Victor Young) 3:58
8. Majestic 1 (Hobart Dotson) 4:27
9. Ankhnaton	3:53
10. Posession (Harry Revel) 6:25
11. Tapestry from an Asteroid	2:03
12. Majestic 2	6:02
13. Majestic 3	3:03
14. Majestic 4	6:21
15. Velvet	4:33
16. A Call for All Demons	2:02
17. Interstellar Lo-Ways (Introduction)	0:28

Wenn nicht anders vermerkt, stammen die Kompositionen von Sun Ra.

## Rezeption
Nach Ansicht von Richard Cook und Brian Morton, die das Album in The Penguin Guide to Jazz mit drei Sternen auszeichneten, sei die dargebotene Musik durchweg interessant. Zwar sei Ricky Murrays Gesangsbeitrag in „’S Wonderful“, ein Favorit Sun Ras aus dieser Zeit, absolut konventionell, doch die Vokalbegleitung durch das Arkestra falle vergnügt exzentrisch aus. Sun Ra habe sich zu dieser Zeit auf Piano und E-Piano beschränkt, also ohne die „Weltraum“-Effekte späterer Jahre. Höhepunkt des ersten Teils sei „Angels and Demons at Play“, in einer Darbietung, die nie besser geklungen habe. Von der „Majestic“-Session heben die Autoren besonders Harry Revels Komposition „Posession“ hervor, die in ihrer sowohl exotischen als auch kosmischen Interpretation von Interesse sei.

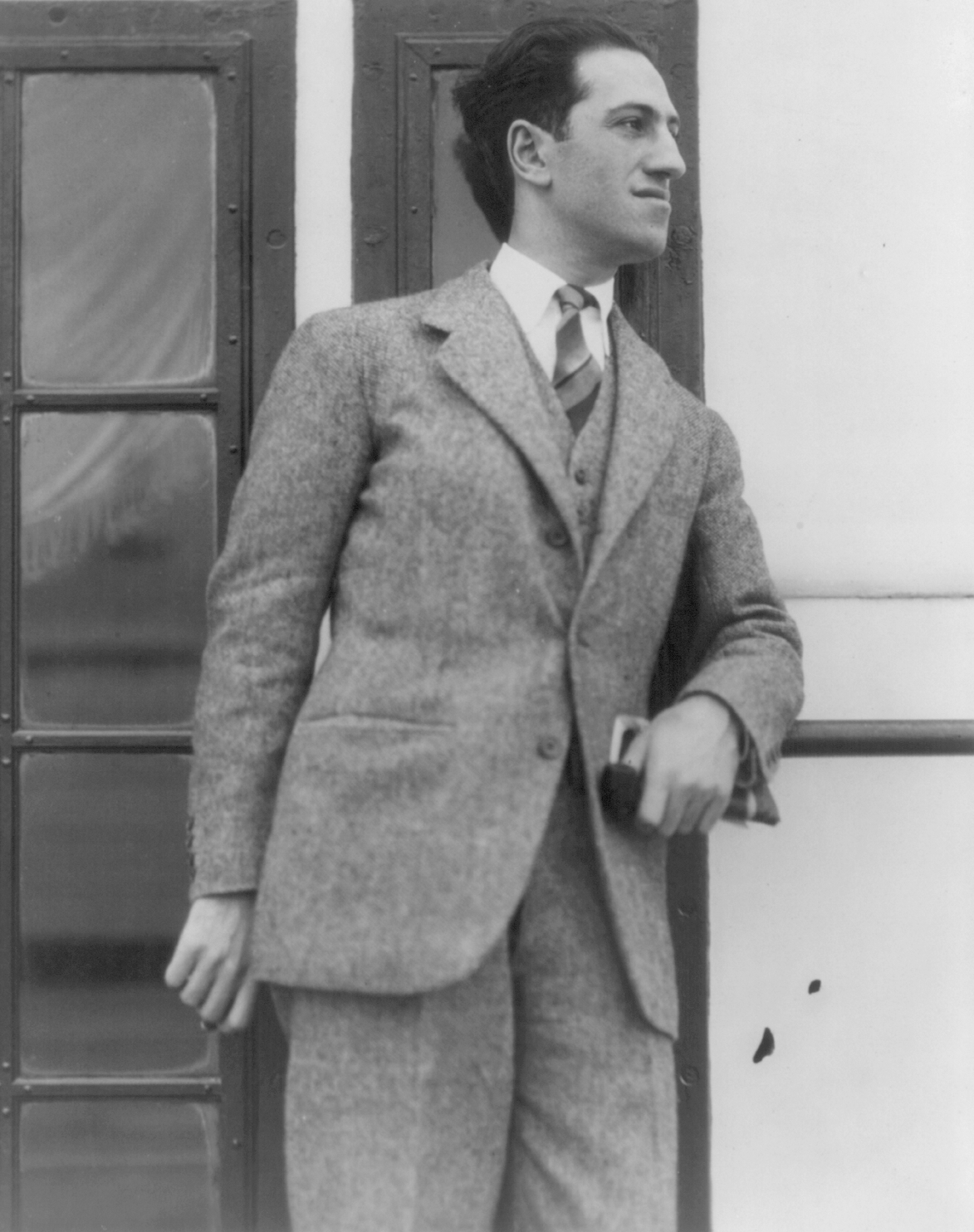
George Gershwin

Sean Westergaard verlieh dem Album in Allmusic vier Sterne und schrieb, die Aufnahmen aus dem Wonder Inn sei besonders aufschlussreich, da es das Arkestra vor einer Menschenmenge präsentiert. Und obwohl Saturn-Alben aus dieser Zeit fast ausschließlich Ra-Kompositionen enthalten, zeige dieser Mitschnitt, dass sie während ihrer Live-Shows auch Standards spielten. Ras Arrangement von George Gershwins „It Ain’t Necessarily So“ sei ziemlich interessant, und sein Arrangement von „China Gate“ eindeutig die Inspiration für sein eigenes „Overtones of China“ auf dem Album Visits Planet Earth. Der Sound bei den Majestic Hall-Aufnahmen sei nicht annähernd so gut, aber die Musik auf jeden Fall, und es gebe den zusätzlichen Bonus von vier Titeln von Sun Ra, die nicht anderweitig aufgenommen oder identifiziert wurden. Music from Tomorrow's World sei ein fantastisches Dokument, das ein neues Licht auf eine wichtige Phase in der Karriere des Arkestra werfe.
Nach Ansicht von Mark Corroto, der das Album in All About Jazz rezensierte, hat seltsamerweise die Live-Session eine bessere Klangqualität als die aus der „Majestic Hall“, die dafür komplexere Arrangements biete. Die Aufnahmen aus The Wonder Inn kombinieren Eigenkompositionen Ras mit Standards. Seine Weltraumerkundungen seien schon seit einiger Zeit im Gange gewesen und „Space Aura“ mische sich gut mit dem Standard „China Gate“. Dies sei auch die Blütezeit von John Gilmores Spiel auf dem Tenorsaxophon gewesen, so der Autor. Zusammen mit Marshall Allen würden sie es mit allen aufnehmen, kochen in „How High the Moon“ im Sprintertempo und auch im spacigen „Angels & Demons at Play“. Auch wenn diese Zeiten längst vorbei sind, sei es von unschätzbarem Wert, diese Session nachzuverfolgen.
Die Majestic Hall Session, die diese siebzig Minuten abschließt, gleiche in Soli und Arrangements aus, was ihnen hinsichtlich der Klangqualität fehle, schrieb Corroto weiter. Ronald Wilsons Bariton werde mit großer Wirkung eingesetzt. Sun Ra schaffe hier mehr Akzente, wobei Solisten von der erweiterten Bläsergruppe und viel Perkussion unterstützt werden. Sun Ras variierende „Majestic“-Version zeige einen Hang zum Exotischen und zu einer Art swingenden Junggesellenabschiedsmusik, die so angesagt war. Das Arkestra hat der populären Musik des Tages immer eine gewisse Wendung gegeben.
Ebenfalls in All About Jazz schrieb Matthew Wuethrich, trotz der klanglichen Einschränkungen komme dieses Album der musikalische Inhalt lebendig und aufregend rüber. Auf „Angels and Demons at Play“ und „Spontaneous Simplicity“ könne man fast hören, wie das Arkestra von einer progressiven Bigband zu der geschäftigen, percussionlastigen Einheit mutiere, zu der sie sich später in den 60er-Jahren entwickeln würden. Beide Stücke würden Ronnie Boykins’ perkussive Bassimpulse und eine exotische Vielfalt an Perkussionstexturen enthalten. Fast noch aufregender sei, wie sich der Tenorsaxophonist John Gilmore über den funky Swing von „It Ain’t Necessarily So“ und die Bop-Harmonien von „How High the Moon“ ausbreitet. In der Majestic-Hall-Session könne man immer noch Sun Ras üppige, swingende Arrangements und das geschickte, disziplinierte Spiel des Arkestra erkennen. Diese Tracks würden zeigen, dass das Arkestra nicht nur ein wichtiger Innovator war, sondern einfach eine der vitalsten Big Bands, die der Jazz je gesehen habe.